# Journal of International Money and Finance
Il Journal of International Money and Finance è una rivista accademica in lingua inglese a carattere economico-finanziario, sottoposta a revisione paritaria. Fondata nel 1982 da Michael R. Darby con la casa editrice britannica Butterworth-Heinemann, è pubblicata dalla Elsevier in formato elettronico con una frequenza di otto numeri all'anno Il direttore scientifico è J.R. Lothian, docente della Fordham University.
Nata negli anni del massimo sviluppo della ricerca nel campo della finanza internazionale, la rivista pubblicò articoli su tematiche quali: l'area valutaria ottimale, le istituzioni finanziarie internazionali, le questioni macroeconomiche di un'economia aperta, la valutazione degli asset finanziari.
I titoli e gli abstract degli articoli sono indicizzati da ABI/Inform, dal Journal of Economic Literature, da Current Contents/Social & Behavioral Sciences, dal Social Sciences Citation Index e da RePEc (a partire dal 1982) I testi integrali degli articoli sono consultabili su ScienceDirect.

La rivista aderisce agli standard etici di ricerca, revisione e pubblicistica elaborati dal COPE, organizzazione internazionale senza scopo di lucro fondata nel '97, della quale sono membri circa 90 testate scientifiche, e che nel 2017 ha sostituito il proprio codice di condotta con un insieme di buone pratiche di riferimento.
L'Impact Factor aggiornato al 2018 è pari a 1.623.